# حاجی مراد یاگیزاروف
حاجی مراد یاگیزاروف بازیگر سینما و تئاتر اهل کشور جمهوری آذربایجان است. از فیلم‌هایی که وی در آنها نقش آفرینی کرده‌است می‌توان به فیلم بابک اشاره نمود.